# Eiga Pretty Cure All Stars F
Eiga Pretty Cure All Stars F (映画 プリキュアオールスターズＦ?, Eiga Purikyua Ōru Sutāzu F, Eiga Precure All Stars F, lett. "Pretty Cure All Stars F - Il film") è un film del 2023 diretto da Yūta Tanaka.
È il trentaduesimo film d'animazione tratto dal franchise Pretty Cure di Izumi Tōdō. Il film vede per personaggi principali le Pretty Cure dalla prima fino alla ventesima serie, per un totale di settantotto protagoniste femminili, anche se non tutte parlano. Inoltre, fanno una breve comparsa tutte le Pretty Cure secondarie, i guerrieri, le fatine e gli aiutanti esistenti nelle prime venti stagioni che compongono l'anime.

## Trama
Quando Sora si sveglia, si ritrova in uno strano mondo. Separata dal resto del suo gruppo, Sora viene attaccata da dei mostri, ma viene tratta in salvo da Yui e Manatsu. Le ragazze stringono amicizia tra di loro e incontrano Preme, una misteriosa ragazza in grado di trasformarsi anche lei in una Pretty Cure, Cure Supreme.
Nel frattempo, in luoghi diversi, Mashiro incontra Amane, Laura, Nodoka e la fata Puca, Tsubasa insieme a Ellee conosce Saaya, Kotoha e Haruka, mentre Ageha s'imbatte in Asumi, Lala e Yukari. Tutti i presenti si rendono conto che nel mondo in cui si trovano esistono soltanto loro come Pretty Cure. Ognuno dei quattro team si unisce e si dirige verso un castello in lontananza che sembra essere un indizio per ritornare alla normalità.

## Personaggi esclusivi del film
Preme (プリム?, Purimu) / Cure Supreme (キュアシュプリーム?, Kyua Shupurīmu)
È una misteriosa ragazza in grado di trasformarsi in una Pretty Cure. Sora e il suo team la incontrano durante il loro viaggio.
Puca (プーカ?, Pūka)
È una fata che viene salvata da Mashiro e il suo team. Finisce le frasi con l'intercalare "puka-puka" (「プカプカ」?, "pukapuka"). Ottiene il potere di trasformarsi in Cure Puca (キュアプーカ?, Kyua Pūka).
Arc (アーク?, Āku)
È un'entità oscura che ha conquistato l'altro mondo e risiede nel misterioso castello.
Lesser Arc (レッサーアーク?, Ressā Āku)
Sono i servitori di Arc, che occupano parti dell'altro mondo.

## Oggetti magici
Fukkatsu! Miracle Light (復活！ミラクルライト?, Fukkatsu! Mirakuru Raito)
È una piccola torcia con l'estremità di cristallo che proietta un fascio di luce. Trasforma il coraggio in un nuovo potere per le Pretty Cure.
In Giappone, quando è uscito il film, le Miracle Light sono state realmente distribuite al pubblico nelle sale per incitare le Pretty Cure durante la visione, in due versioni rosa e blu.

## Colonna sonora
| N° | Titolo CD | Numero tracce | Data uscita       |
| -- | --- | ------------- | ----------------- |
| 1  | For “F” / All for one Forever                                                                                  | 4             | 13 settembre 2023 |
| 2  | Eiga Precure All Stars F - Original Soundtrack (映画 プリキュアオールスターズＦ オリジナル・サウンドトラック?) | 34            | 13 settembre 2023 |
| 3  | Ureshikute / Tokimeki (うれしくて／ときめき?)                                                                  | 4             | 13 settembre 2023 |

### Sigle
La sigla originale di apertura è composta da Izumi Mori con il testo di Kumiko Aoki, mentre quella di chiusura da Yoshiki Mizuno.
Sigla di apertura
- For “F”, cantata da Ami Ishii e Machico

Sigla di chiusura
- Ureshikute (うれしくて?), cantata dagli Ikimonogakari

## Distribuzione
Il film è stato proiettato per la prima volta nelle sale cinematografiche giapponesi il 15 settembre 2023.
Il lungometraggio è stato presentato, in esclusiva, in versione sottotitolata il 2 novembre 2023 al Lucca Comics & Games, in Italia, introdotto dalla produttrice Aki Murase, il regista Yūta Tanaka e il character designer e animatore Nishiki Itaoka, presenti in qualità di ospiti. Altre proiezioni sono previste in Thailandia, Laos, Cambogia, Taiwan, Hong Kong e Macao.

## Accoglienza
Nel primo fine settimana di proiezione, il film ha incassato la cifra di 437.456.060 yen, piazzandosi al secondo posto del box office, ma superando i predecessori e diventando il film del franchise con il più alto incasso al debutto.